# Bernhard Maurer
Bernhard Maurer (* 9. Oktober 1929 in Waldshut-Tiengen; † 5. Mai 2009) war ein deutscher evangelischer Theologe und Hochschullehrer.

## Leben und Wirken
Bernhard Maurer studierte Evangelische Theologie und promovierte 1962 an der Eberhard Karls Universität Tübingen bei Adolf Köberle, Professor für Systematische Theologie, mit einer Arbeit über den schwedischen Theologen Einar Billing. Seit 1959 war er an der Evangelisch-theologischen Fakultät in Tübingen als wissenschaftlicher Assistent tätig. Im Jahre 1963 begann seine Lehrtätigkeit in Freiburg im Breisgau – zunächst am dortigen Evangelischen Seminar für Wohlfahrtspflege und Gemeindedienst bzw. der Fachhochschule für Sozialpädagogik. 1967 wurde er dann als Dozent, 1968 als Professor für Religionspädagogik an die Pädagogische Hochschule Freiburg berufen, wo er bis zum Eintritt in den Ruhestand 1995 lehrte.
Seit 1989 war Maurer Vorsitzender der Gemeinschaft Evangelischer Erzieher in Baden.

## Veröffentlichungen (Auswahl)
Monographien
- Was heißt heute fromm? Gedanken über weltliche Frömmigkeit (= Reflexionen, Bd. 8). Bahn, Konstanz 1966.
- Einführung in die Theologie. Ortsbestimmung des Glaubens. Vandenhoeck & Ruprecht, Göttingen 1976, ISBN 3-525-61176-5.
- Die Johanniter im Breisgau. Aus Geschichte und Gegenwart des Johanniter- und Malteserordens am Oberrhein. Rombach, Freiburg im Breisgau 1978, ISBN 3-7930-0347-7 (2. Aufl. 1999, ISBN 3-89155-248-3).
- (Hrsg.): Freiburger Kirchenbuch. Schillinger, Freiburg im Breisgau 1995, ISBN 3-89155-188-6.
- Lehrer des Glaubens. Theologisch-biographische Vorträge und Studien (= Wissenschaftliche Reihe: Übergänge des Lebendigen, Bd. 10). Lang, Frankfurt/M. 2008, ISBN 978-3-631-56713-5.
- Aufsätze
- Die Herausforderung des Friedens. Frieden als Gabe und Aufgabe. In: Gotthold Müller (Hrsg.): Rechtfertigung, Realismus, Universalismus in biblischer Sicht. Festschrift für Adolf Köberle zum 80. Geburtstag. Wissenschaftliche Buchgesellschaft, Darmstadt 1978, S. 267–290, ISBN 3-534-08093-9.
- Paul Tillichs Religionskritik. In: Theologische Zeitschrift, Bd. 39 (1983), S. 321–348.
- Johann Sebastian Bachs Musik als Klangsymbol des Glaubens. Eine Einführung anhand des Orgelbüchleins. In: Pastoraltheologie, Bd. 73 (1984), S. 66–79.
- Beten und Tun des Gerechten. Dietrich Bonhoeffers Theologie und pädagogische Konsequenzen. In: Beiträge pädagogischer Arbeit, Bd. 29 (1986), H. 2, S. 26–54.
- Integrale Meditation auf der Grundlage der Eutonie. in Beiträge pädagogischer Arbeit, Bd. 30 (1987), H. 2, S. 37–56.
- Der ökumenische Luther. Revision des katholischen Lutherbildes. In: Lutherische Kirche in der Welt, Bd. 34 (1987), S. 164–182.
- Die Bergpredigt als Grundlage ethischer Entscheidung. In: Gerhard Büttner (Hrsg.): Religionspädagogische Grenzgänge. Für Erich Bochinger und Martin Widmann (= Arbeiten zur Pädagogik, Bd. 26). Calwer Verlag, Stuttgart 1988, S. 236–250, ISBN 3-7668-0818-4.
- Kirche und Diakonie. Theologische Aspekte aus evangelischer Sicht. In: Heinrich Pompey (Hrsg.): Caritas – das menschliche Gesicht des Glaubens. Ökumenische und internationale Anstöße einer Diakonietheologie (= Studien zur Theologie und Praxis der Caritas und sozialen Pastoral, Bd. 10). Echter, Würzburg 1998, S. 141–156, ISBN 3-429-01950-8.
- Martin Luther und die Mystik. In: Lutherische Kirche in der Welt, Bd. 45 (1998), S. 23–45.
- "Daß der alte Mensch täglich ersäuft werde und auferstehe ein neuer Mensch". Die christliche Botschaft vom neuen Menschen. In: Günter Scholdt (Hrsg.): Der Traum vom Neuen Menschen. Hoffnung – Utopie – Illusion? (= Herrenalber Protokolle, Bd. 113). Evangelische Akademie Baden, Karlsruhe 1999, S. 115–138, ISBN 3-89674-115-2.
- Dag Hammarskjöld als moderner Mystiker. "Mit Gottes Liebe das Leben und die Menschen lieben". Zu Hammarskjölds Tod vor vierzig Jahren am 17. September 1961. In: Geist & Leben. Zeitschrift für christliche Spiritualität, Bd. 74 (2001), S. 420–434.
- Pietistisches Urgestein aus Württemberg. Johann Albrecht Bengel (1687–1752) und Friedrich Christoph Oetinger (1702–1782). In: Glaube und Denken. Jahrbuch der Karl-Heim-Gesellschaft, Bd. 17 (2004), S. 89–111.
- Philipp Melanchthon. Humanist, Theologe, Pädagoge. Ein Wegbereiter der Reformation in Europa. In: Reinhard Wunderlich (Hrsg.): Variationen des Christseins – Wege durch die Kirchengeschichte (= Übergänge, Bd. 7). Lang, Frankfurt/M. 2006, S. 241–268, ISBN 978-3-631-54911-7.

Festschrift
- Gerhard Büttner (Hrsg.): Erziehung im Glauben. Bernhard Maurer zum 60. Geburtstag. Gemeinschaft d. Evang. Erzieher in Baden, Karlsruhe 1989